# Crisis económica en Bolivia (1982-1985)

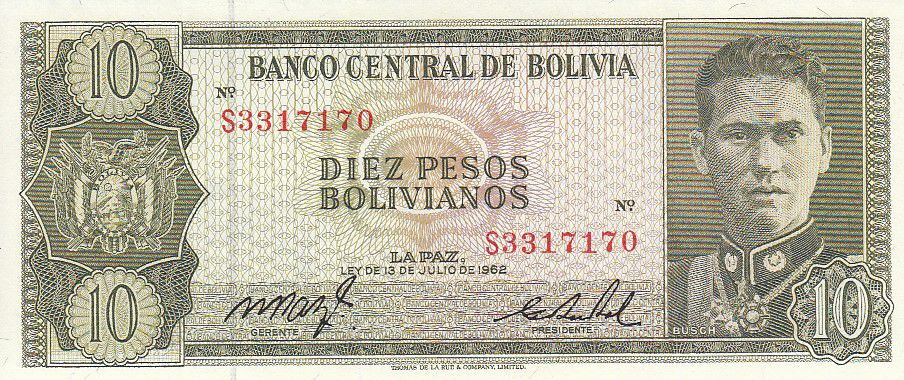
Billete de 10 pesos bolivianos, cuyo valor decreció durante la hiperinflación.

La crisis económica en Bolivia entre 1982 y 1985 fue parte de la crisis de la deuda latinoamericana y se caracterizó por un colapso cambiario y un período de hiperinflación, considerado el primer caso claro de hiperinflación en América Latina. Este período es considerado uno de los más agitados de la historia reciente de Bolivia. La crisis estuvo marcada por desequilibrios fiscales y externos, altas tasas de desempleo, bajos niveles de inversión y una caída del Producto interno bruto (PIB) del 6,6% en 1983, junto con una constante contracción de la productividad laboral.

## Antecedentes
En 1956, el gobierno boliviano implementó el Plan Eder, cuyo objetivo era reducir la liquidez en la economía mediante la disminución del gasto público, los préstamos y la liberalización de precios, comenzando con el tipo de cambio. Este plan logró controlar la inflación, reduciéndola del 178 % en 1956 al 11.5 % en 1960, lo que facilitó el crecimiento económico posterior. Entre 1960 y 1969, la economía boliviana creció un 3 % en términos de PIB per cápita. Durante el periodo 1960-1977, el financiamiento externo se destinó principalmente a mantener la estabilidad macroeconómica. Esto generó un saldo positivo en la cuenta de capital de la balanza de pagos, lo que superó el déficit de la cuenta corriente y contribuyó al aumento de las reservas internacionales netas.
En 1978, Bolivia no dependía exclusivamente de la minería, ya que contaba con un desarrollo considerable en el sector industrial. Se hacía un uso intensivo de insumos importados, incluso en manufacturas que podían haber empleado recursos de origen nacional, y casi la totalidad de los bienes de capital provenían del extranjero. Entre 1964 y 1978, las reservas internacionales netas como proporción del PIB fueron positivas, alcanzando su pico máximo del 8.1 % en 1974. Durante la década de 1970, Bolivia, como otros países latinoamericanos, recibió grandes flujos de crédito, principalmente a través de préstamos en moneda extranjera de bancos internacionales. Sin embargo, en la década de 1980, la situación cambió drásticamente y el crédito externo se redujo considerablemente o fue suspendido.
La crisis que comenzó en julio de 1978 con la renuncia del dictador Hugo Banzer fue una crisis de balanza de pagos. El gobierno no tuvo otra opción que devaluar la moneda en 1979, ya que las reservas internacionales netas estaban disminuyendo.

### Regreso a la democracia

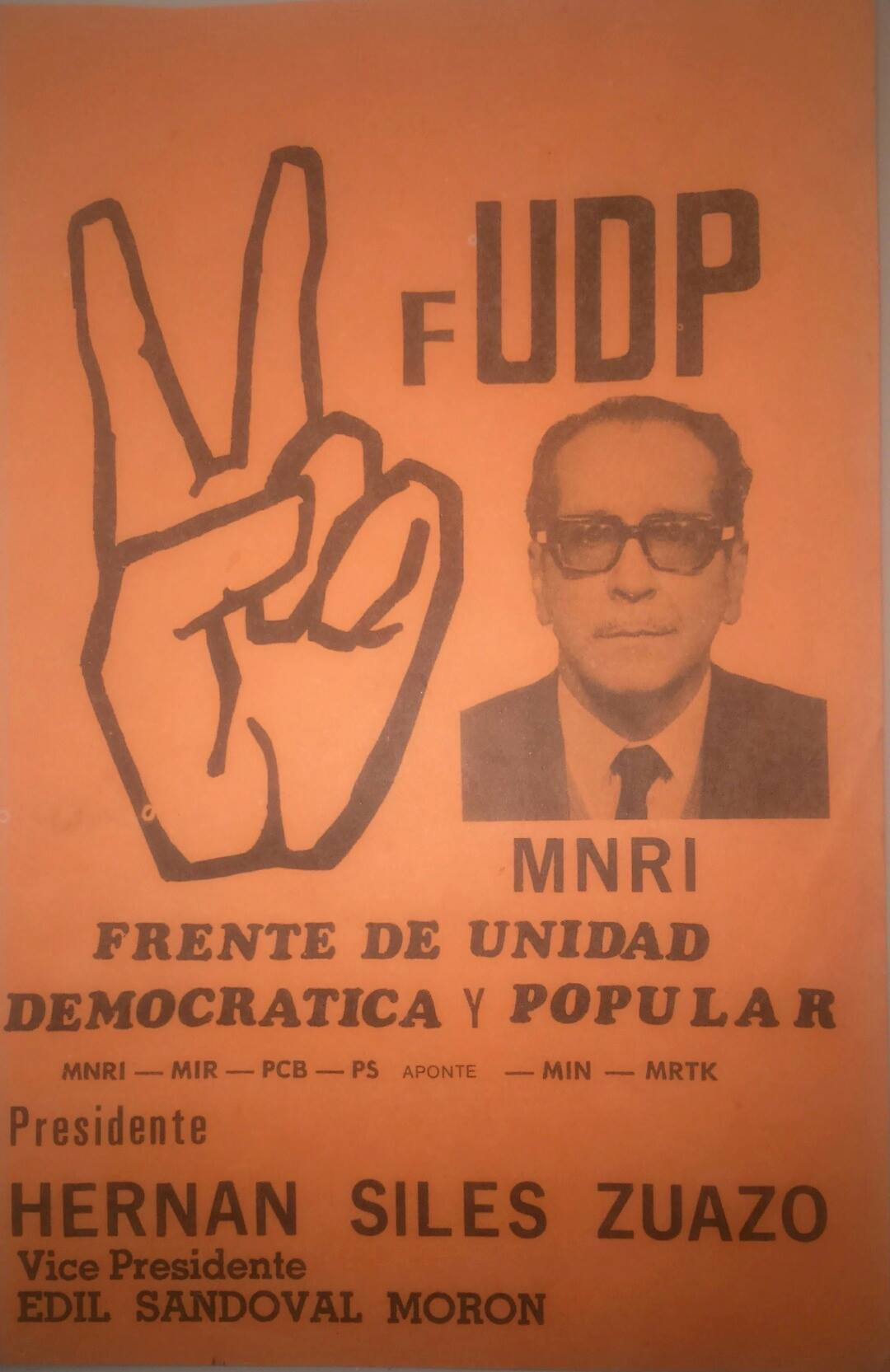
Papeleta de sufragio de las elecciones de 1978.

En octubre de 1982, Bolivia retornó a la democracia tras un largo período de gobiernos militares. Hernán Siles Zuazo asumió la presidencia tras haber ganado con mayorías relativas en las elecciones de 1978, 1979 y 1980, respaldado por la Unidad Democrática y Popular (UDP), una coalición formada por partidos de izquierda y centro-izquierda, cuyos componentes principales fueron el Movimiento Nacionalista Revolucionario de Izquierda (MNRI), el Partido Comunista de Bolivia (PCB) y el Movimiento de Izquierda Revolucionaria (MIR). Desde el comienzo de su mandato, Siles Zuazo enfrentó restricciones externas debido a la crisis de la deuda y la caída de los precios internacionales de las materias primas. A la vez, se enfrentó a una restricción fiscal debido a déficits persistentes, cada vez más difíciles de financiar por medios que no fueran monetarios. La crisis económica heredada de los gobiernos militares anteriores se agravó bajo su administración, que subestimó la gravedad de la crisis externa y fiscal. Las medidas adoptadas, destinadas a apaciguar los movimientos populares, resultaron ineficaces y, en cambio, empeoraron la situación.
Como consecuencia, la Central Obrera Boliviana (COB), controlada por la federación minera liderada por Juan Lechín, pasó de apoyar al gobierno a oponerse frontalmente a la gestión de Siles. De manera similar, los partidos políticos que constituían su base de apoyo también comenzaron a distanciarse. Las huelgas, manifestaciones y tomas aumentaron en frecuencia e intensidad. El país estuvo completamente paralizado en abril y noviembre de 1984, y nuevamente en abril de 1985, debido a paros generales convocados por la COB.
El origen de la inflación durante la crisis de 1982 a 1985 en Bolivia estuvo relacionado con la alta dependencia de la economía del sector externo, particularmente de las exportaciones de materias primas. Estas exportaciones generaban divisas que financiaba la importación de bienes intermedios, de capital y de consumo, lo que permitía el funcionamiento estable de la economía. Sin embargo, la disminución de las exportaciones cortó este flujo, causando una recesión debido a la falta de insumos y una menor recaudación fiscal.
Además, el Estado boliviano obtenía ingresos por impuestos a las exportaciones, importaciones y regalías por la producción de bienes exportados. La reducción de las exportaciones afectó tanto al sector externo como al fiscal, al disminuir los ingresos aduaneros y las regalías, generando una crisis en ambos sectores y aumentó la presión sobre las reservas de divisas del país.

## Hiperinflación
La hiperinflación en Bolivia comenzó en abril de 1984, cuando se registró una inflación mensual de 182,8% y una inflación interanual del 2.177,2%, extendiéndose hasta agosto de 1985. Sin embargo, ya a partir de 1980, Bolivia comenzó a enfrentar graves problemas de inflación. El fenómeno sucedió durante el gobierno de Hernán Siles Zuazo, y fue considerado único en la historia de la hiperinflación mundial, ya que no se originó después de una guerra externa, civil o una revolución política.
En marzo de 1982, bajo el gobierno militar, se produjo un colapso cambiario que marcó el inicio de un caos financiero. La escasez de divisas provocó un aumento continuo en la cotización del dólar en el mercado paralelo. Debido a la falta de confianza en el sistema financiero nacional, que ofrecía tasas de interés muy inferiores a la inflación, muchas personas evitaron depositar sus recursos en los bancos y dejaron de utilizar contratos privados en dólares. Al final de este período, la tasa anual promedio de inflación del Índice de precios al consumidor (IPC) superaba el 11.000 %, mientras que el déficit fiscal alcanzaba el 18 % del PIB.
| Cotización del dólar estadounidense | Cotización del dólar estadounidense | Cotización del dólar estadounidense | Cotización del dólar estadounidense |
| Año                                 | Mes                                 | USD oficial                         | USD paralelo                        |
| ----------------------------------- | ----------------------------------- | ----------------------------------- | ----------------------------------- |
| 1982                                | Diciembre                           | 200                                 | 283                                 |
| 1983                                | Diciembre                           | 500                                 | 1244                                |
| 1984                                | Junio                               | 2000                                | 3250                                |
| 1984                                | Diciembre                           | 9000                                | 22 100                              |
| 1985                                | Enero                               | 9000                                | 60 100                              |
| 1985                                | Febrero                             | 50 000                              | 120 000                             |
| 1985                                | Marzo                               | 50 000                              | 121 000                             |
| 1985                                | Abril                               | 50 000                              | 156 600                             |
| 1985                                | Mayo                                | 75 000                              | 248 500                             |
| 1985                                | Junio                               | 75 000                              | 448 000                             |
| 1985                                | Julio                               | 75 000                              | 801 000                             |
| 1985                                | Agosto                              | 75 000                              | 1 050 000                           |

Una de las principales medidas implementadas para frenar la hiperinflación fue la unificación del tipo de cambio oficial con el paralelo, estableciendo un tipo de cambio flotante único determinado a través del mecanismo del bolsín de divisas. El gobierno sucesor de Víctor Paz Estenssoro estabilizó la inflación con el Decreto Supremo 21060, promulgado el 29 de agosto de 1985. Este programa, conocido como la Nueva Política Económica (NEP), incluyó un ajuste fiscal, una reforma tributaria, la devaluación del tipo de cambio oficial, la liberalización de los precios de bienes y servicios públicos, la apertura del comercio internacional y la liberalización de las tasas de interés y del sector financiero. La NEP logró estabilizar la economía, reduciendo significativamente la inflación durante la segunda mitad de los años 80 y manteniéndola baja durante toda la década de los 90.
Sin embargo, los costos de la estabilización del NEP en Bolivia incluyeron caídas significativas en el nivel de empleo. En primer lugar, la corrección fiscal llevó a una reducción sustancial de empleos en el sector público. En segundo lugar, los despidos en la industria manufacturera fueron numerosos, ya que las empresas buscaban adaptarse al nuevo contexto reduciendo sus costos laborales y aumentando la productividad de los trabajadores que permanecían. Finalmente, también se produjeron despidos en el sector bancario, aunque en menor escala.
El PIB boliviano de 1986 cayó un 2.5%. Sin embargo, cabe destacar que parte de esta caída se atribuye a un shock externo adverso, provocado por la drástica caída del precio del estaño en octubre de 1985.

## Interpretaciones
Los estudios sobre la alta inflación en Bolivia generalmente se basan en dos hipótesis de tipo monetario-financiero. La primera destaca el impacto del déficit en las finanzas del Estado boliviano, es decir, el gasto excesivo del gobierno. La segunda se centra en el problema de la balanza de pagos, relacionado con la deuda externa.